# Нигматуллин, Галей Бадреевич
Галей Бадреевич Нигматуллин — советский военный и государственный деятель, полковник.

## Биография
Родился в 1912 году в селе Кушанак. Член КПСС.
С 1922 — батрак, пастух.
Окончил Уфимское фабрично-заводское училище.
В 1933—1935 — заведующий Буздякской образцовой районной сберкассой.
В РККА с 1935 года.
Участник Великой Отечественной войны: командир отделения, взвода, роты, заместитель командира, командир 227-го гвардейского стрелкового полка, 7-го гвардейского механизированного полка 8-й гвардейской армии 1-го Белорусского фронта
Окончил Военную академию им. К. Е. Ворошилова
В 1954—1960 — заместитель командира механизированной дивизии в Дальневосточном военном округе.
В отставке с 1960 года.
В 1960—1967 — председатель партийной комиссии при Центральном райкоме КПСС города Челябинска.
Умер в 1974 году в Челябинске.

## Награды
- Орден Красного Знамени (пятикратно)
- Орден Красной Звезды
- Орден Virtuti Militari 5 степени